# Uloborus
Uloborus és un gènere d'aranyes araneomorfes de la família dels ulobòrids (Uloboridae). Fou descrit per primera vegada per Pierre André Latreille el 1806.
El quelícers d'aquestes aranyes cribel·lades són robusts, però, com la resta dels ulobòrids, no tenen glàndules de verí. Tenen vuit ulls petits.
La majoria de les espècies viuen en la zona tropical i subtropical, amb única espècie present a Europa i Amèrica del Nord.

## Taxonomia
Segons el World Spider Catalog amb data de 23 de gener de 2019 hi ha les següents espècies reconegudes:
- Uloborus albescens O. P-Cambridge, 1885 (Yarkand)
- Uloborus albofasciatus Chrysanthus, 1967 (Nova Guinea)
- Uloborus albolineatus Mello-Leitão, 1941 (Argentina)
- Uloborus ater Mello-Leitão, 1917 (Brasil)
- Uloborus aureus Vinson, 1863 (Madagascar)
- Uloborus barbipes L. Koch, 1872 (Queensland)
- Uloborus berlandi Roewer, 1951 (Guinea)
- Uloborus biconicus Yin & Hu, 2012
- Uloborus bigibbosus Simon, 1905 (Índia)
- Uloborus bispiralis Opell, 1982 (Nova Guinea)
- Uloborus campestratus Simon, 1893 (United States to Veneçuela)
- Uloborus canescens C. L. Koch, 1844 (Colòmbia)
- Uloborus canus Macleay, 1827 (Australia)
- Uloborus cellarius Yin & Yan, 2012
- Uloborus chinmoyiae Biswas & Raychaudhuri, 2013
- Uloborus conus Opell, 1982 (Nova Guinea)
- Uloborus crucifaciens Hingston, 1927 (Myanmar)
- Uloborus cubicus (Thorell, 1898) (Birmània)
- Uloborus danolius Tikader, 1969 (Índia, Illes Nicobar)
- Uloborus diversus Marx, 1898 (USA, Mèxic)
- Uloborus eberhardi Opell, 1981 (Costa Rica)
- Uloborus elongatus Opell, 1982 (Argentina)
- Uloborus emarginatus Kulczynski, 1908 (Java)
- Uloborus ferokus Bradoo, 1979 (Índia)
- Uloborus filidentatus Hingston, 1932 (Guyana)
- Uloborus filifaciens Hingston, 1927 (Illes Andaman)
- Uloborus filinodatus Hingston, 1932 (Guyana)
- Uloborus formosus Marx, 1898 (Mèxic)
- Uloborus furunculus Simon, 1906 (Índia)
- Uloborus georgicus Mcheidze, 1997 (Geòrgia)
- Uloborus gilvus (Blackwall, 1870) (Itàlia, Grècia)
- Uloborus glomosus (Walckenaer, 1842) (USA, Canadà)
- Uloborus guangxiensis Zhu, Sha & Chen, 1989 (Xina)
- Uloborus humeralis Hasselt, 1882 (Birmània, Sumatra, Java)
  - Uloborus humeralis marginatus Kulczyński, 1908 (Java)
- Uloborus inaequalis Kulczyński, 1908 (Nova Guinea)
- Uloborus jarrei Berland & Millot, 1940 (Guinea)
- Uloborus kerevatensis Opell, 1991 (Nova Guinea)
- Uloborus khasiensis Tikader, 1969 (Índia)
- Uloborus krishnae Tikader, 1970 (Índia, Illes Nicobar)
- Uloborus leucosagma Thorell, 1895 (Birmània)
- Uloborus limbatus Thorell, 1895 (Birmània)
- Uloborus llastay Grismado, 2002 (Argentina)
- Uloborus lugubris (Thorell, 1895) (Birmània)
- Uloborus metae Opell, 1981 (Colòmbia)
- Uloborus minutus Mello-Leitão, 1915 (Brasil)
- Uloborus modestus Thorell, 1891 (Nicobar Is.)
- Uloborus montifer Marples, 1955 (Samoa)
- Uloborus niger Mello-Leitão, 1917 (Brasil)
- Uloborus oculatus Kulczyński, 1908 (Singapur)
- Uloborus parvulus Schmidt, 1976 (Illes Canàries)
- Uloborus penicillatoides Xian et al., 1997 (Xina)
- Uloborus pictus Thorell, 1898 (Birmània)
- Uloborus pinnipes Thorell, 1877 (Sulawesi)
- Uloborus planipedius Simon, 1896 (Est, Sud-àfrica)
- Uloborus plumipes Lucas, 1846 (Vell Món)
  - Uloborus plumipes javanus Kulczyński, 1908 (Java)
- Uloborus plumosus Schmidt, 1956 (Guinea)
- Uloborus pseudacanthus Franganillo, 1910 (Portugal)
- Uloborus pteropus (Thorell, 1887) (Birmània)
- Uloborus rufus Schmidt & Krause, 1995 (Cap Verd)
- Uloborus scutifaciens Hingston, 1927 (Birmània)
- Uloborus segregatus Gertsch, 1936 (EUA fins a Colòmbia)
- Uloborus sexfasciatus Simon, 1893 (Filipines)
- Uloborus spelaeus Bristowe, 1952 (Malàisia)
- Uloborus strandi (Caporiacco, 1940) (Etiòpia)
- Uloborus tenuissimus L. Koch, 1872 (Samoa)
- Uloborus tetramaculatus Mello-Leitão, 1940 (Brasil)
- Uloborus trifasciatus Thorell, 1890 (Illes Sunda)
- Uloborus trilineatus Keyserling, 1883 (Mèxic fins al Paraguai)
- Uloborus umboniger Kulczyński, 1908 (Sri Lanka)
- Uloborus undulatus Thorell, 1878 (Java to Nova Guinea)
  - Uloborus undulatus indicus Kulczyński, 1908 (Malàisia)
  - Uloborus undulatus obscurior Kulczyński, 1908 (Nova Guinea)
  - Uloborus undulatus pallidior Kulczyński, 1908 (Java fins a Nova Guinea)
- Uloborus vanillarum Vinson, 1863 (Madagascar)
- Uloborus velutinus Butler, 1882 (Madagascar)
- Uloborus villosus Keyserling, 1881 (Colòmbia)
- Uloborus viridimicans Simon, 1893 (Filipines)
- Uloborus walckenaerius Latreille, 1806 (Paleàrtic)